# Jedna na milion
Jedna na milion – drugi solowy album Bartka Wrony, wydany w 2005 roku przez wytwórnię Universal Music Group. Tytułowa piosenka jest polskim coverem utworu z 2001 roku pt. „One in a Million” autorstwa Bossona.

## Lista utworów
1. Jedna na milion
2. Hej, Hej, Hej
3. Maria (Przytul, wersja hiszpańska)
4. Pomóż marzeniom
5. Czyste niebo
6. Daj się ponieść nocy
7. Czar par
8. Znikaj z moich snów
9. Chcę być Twoim tatuażem
10. Jedna na milion - Crow's version
11. Nagie anioły
12. Przytul (bonus)